# Conceição do Mato Dentro
Conceição do Mato Dentro este un oraș în unitatea federativă Minas Gerais (MG), Brazilia.

## Districtele
Brejaúba, Conceição do Mato Dentro, Córregos, Costa Sena, Itacolomi, Ouro Fino do Mato Dentro, Santo Antônio do Cruzeiro, Santo Antônio do Norte, São Sebastião do Bonsucesso, Senhora do Socorro, Tabuleiro do Mato Dentro